# Káposztás Miklós
Káposztás Miklós (Budapest, 1939. április 3. – 2021. március 26. vagy előtte) magyar sakkozó, nemzetközi mester, mesteredző.

## Életút
1957-től szerepelt egyesületénél, a Vasasnál. A sakkjátékkal még gyerekként, Fűzfőgyártelepen került kapcsolatba, megyei úttörő bajnokságban ezüstérmet szerzett kisdiákként. Rövid diósgyőri kitérő után, visszaköltözött a család Budapestre, és az első útja a Vasas SC sakk szakosztályához vezetett.

## A Vasasról, a sakkról
Egyéni sakkversenyeken is gyakran indult, ez évi 10–12 versenyt jelentett. Aktívan játszott az első és a második számú csapatban is szeretett klubjában. A szakosztály vezetését 1969-ben vette át, mesteredző címet 1983-ban kapott. 2016-ban a Vasas SC egyik örökös tiszteletbeli elnökévé választották.  

## Elismerések
- magyar mester (1968)[3]
- FIDE-mester (1980)
- nemzetközi mester (1981)
- mesteredző (1983)
- a Vasas életműdíjasa, aranygyűrűse és örökös tagja
- sakk-szakosztály igazgatója

## Díjak, kitüntetések
- Magyar Népköztársaság Sportérdemérem bronz fokozata (1973)[4]
- Magyar Népköztársaság Sportérdemérem ezüst fokozata (1986)[5]
- A Magyar Sakkozásért kitüntető cím (1994)[6]